# 克罗地亚航空

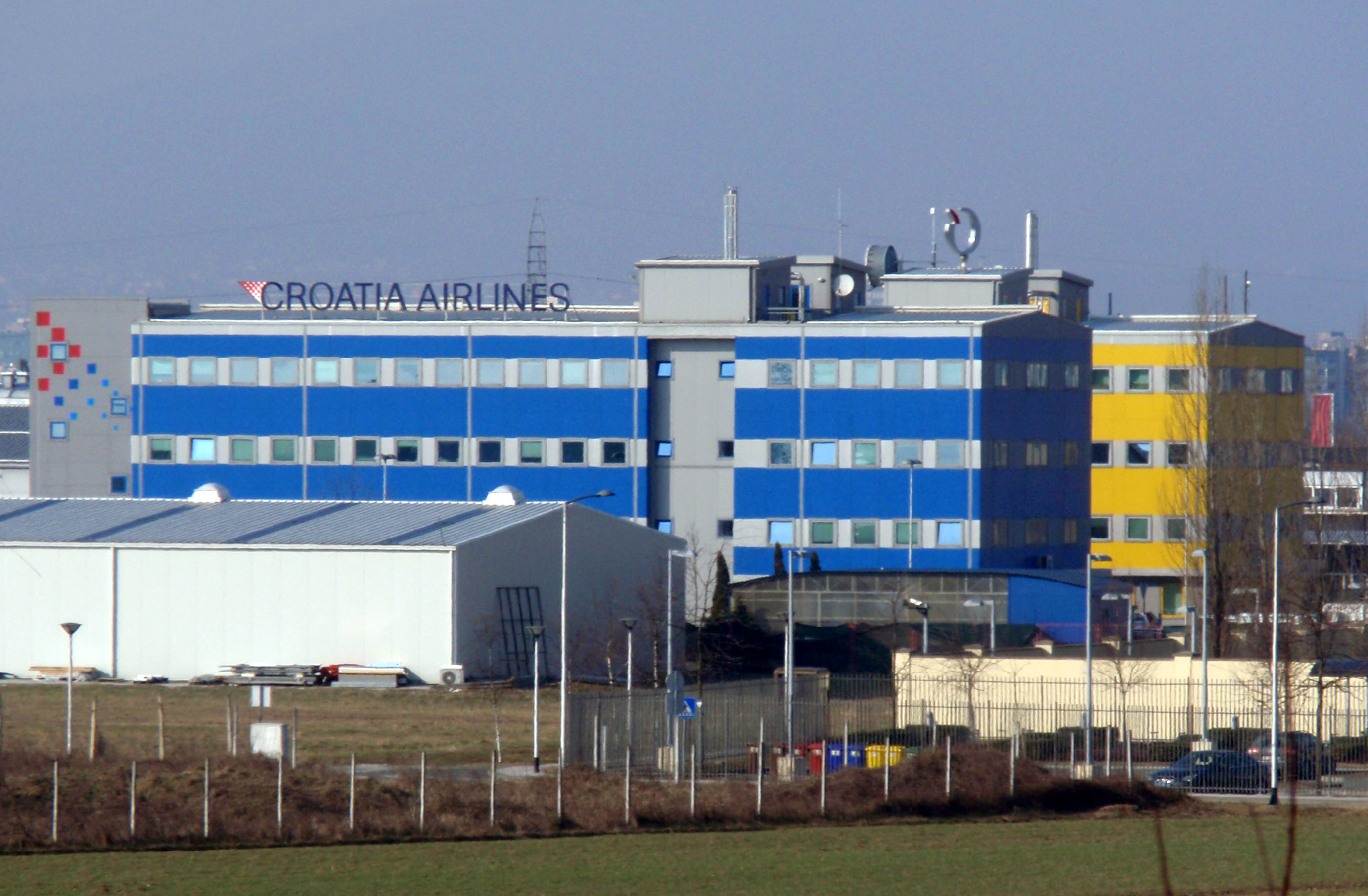
克羅地亞航空總部

克羅地亞航空（Croatia Airlines，在法律上以克羅地亞語所稱的名義註冊）是克羅地亞的國家航空公司，總部設在該國首都薩格勒布。克羅地亞航空以薩格勒布機場為樞紐，而重點機場為斯普利特機場、杜布羅夫尼克機場和扎達爾機場，經營國內及以歐洲為主的國際航線，並於2004年加入星空聯盟。

## 歷史
克羅地亞航空於1989年8月20日以「薩格勒布航空」（Zagreb Airlines）之名成立，使用一架賽斯納402替UPS運輸貨物。在克羅地亞的首次民主選舉後，薩格勒布航空於1990年7月23日更名為克羅地亞航空。

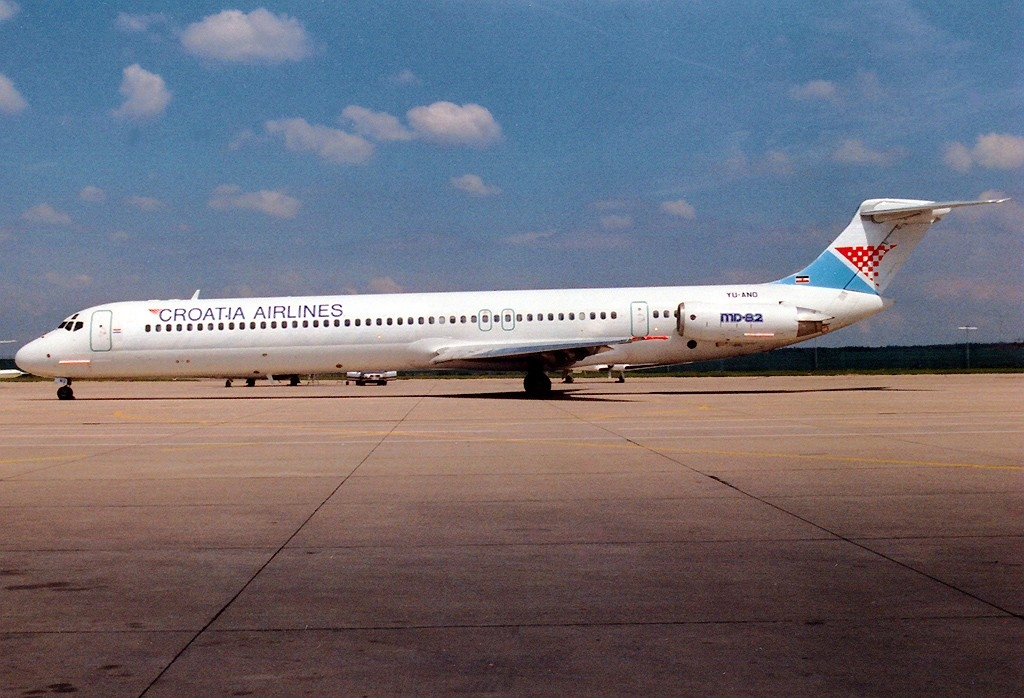
克羅地亞航空於1991年租用的麥道MD-82

1991年克羅地亞航空與亞德里亞航空達成協議，租用一架麥道MD-82營運薩格勒布至斯普利特的國內航線。由於克羅地亞獨立戰爭和空域關閉，克羅地亞航空被迫停止營運。復航後，克羅地亞航空從漢莎航空取得3架波音737及成為國際航空運輸協會的成員，並於1992年4月5日開辦首條國際航線從薩格勒布飛往法蘭克福。
1993年，克羅地亞航空再引入2架波音737和2架ATR 42，並在不同的歐洲城市設立辦事處，同時亦買下旅行社Obzor。1994年，克羅地亞航空接送了第100萬名乘客。不久，教宗若望·保祿二世乘搭克羅地亞航空前往克羅地亞。
1995年接收了另一架ATR 42和運載第200萬名乘客。1996年波斯尼亞戰爭後，克羅地亞航空是首間恢復塞拉耶佛航線的航空公司。1997年接收了首架空中巴士A320並命名為Rijeka，1998年接收了首架空中巴士A319並命名為Zadar。同年，克羅地亞航空加入了歐洲航空公司協會。1999年接收了2架空中巴士飛機，並開始出售老舊的波音737，同年克羅地亞航空接送了第500萬名乘客。
2000年，克羅地亞航空再接收2架空中巴士飛機，而自動售票系統亦啟用。2001年取得了從德國聯邦航空局發出的維修及技術保養認證。2004年11月18日，克羅地亞航空加入了星空聯盟。
2009年7月，克羅地亞航空運載了第2000萬名乘客，而自2000年開始年載客量超過100萬人。

## 航點及代碼共享
| 國家         | 航點             | 機場                   | 備註       |
| ------------ | ---------------- | ---------------------- | ---------- |
| 奥地利       | 維也納           | 維也納國際機場         |            |
| 比利时       | 布魯塞爾         | 布魯塞爾機場           |            |
|              | 塞拉耶佛         | 塞拉耶佛國際機場       |            |
|              | 平原             | 平原機場               |            |
| 杜布羅夫尼克 | 杜布羅夫尼克機場 | 重點機場               |            |
| 普拉         | 普拉機場         |                        |            |
| 里耶卡       | 里耶卡機場       |                        |            |
| 斯普利特     | 斯普利特機場     | 重點機場               |            |
| 札達爾       | 札達爾機場       | 重點機場               |            |
| 薩格勒布     | 薩格勒布機場     | 樞紐機場               |            |
| 丹麦         | 哥本哈根         | 哥本哈根凱斯楚普機場   |            |
| 法國         | 巴黎             | 巴黎－夏爾·戴高樂機場  |            |
| 法國         | 里昂             | 里昂－聖埃克絮佩里機場 | 季節性航線 |
| 德国         | 杜塞道夫         | 杜塞爾多夫機場         |            |
| 德国         | 法蘭克福         | 法蘭克福機場           |            |
| 德国         | 慕尼黑           | 慕尼黑機場             |            |
| 以色列       | 特拉維夫         | 本-古里安國際機場      | 季節性航線 |
| 義大利       | 羅馬             | 達文西國際機場         |            |
| 科索沃       | 普里什蒂納       | 普里什蒂納國際機場     |            |
| 馬其頓       | 斯科普里         | 斯科普里國際機場       |            |
| 蒙特內哥羅   | 波德戈里察       | 波德戈里察機場         |            |
| 荷蘭         | 阿姆斯特丹       | 史基浦機場             |            |
| 西班牙       | 巴塞隆納         | 巴塞隆納機場           |            |
| 瑞士         | 蘇黎世           | 蘇黎世機場             |            |
| 英国         | 倫敦             | 蓋威克機場             |            |
| 英国         | 倫敦             | 希斯洛機場             |            |

### 代碼共享
克羅地亞航空與以下航空公司實行代碼共享：
星空聯盟成員
- 加拿大航空
- 印度航空
- 韓亞航空
- 奧地利航空
- 布魯塞爾航空
- LOT波蘭航空
- 漢莎航空
- 北歐航空
- 新加坡航空
- 瑞士國際航空
- TAP葡萄牙航空
- 土耳其航空
- 聯合航空

其他航空公司
- 法國航空（天合聯盟）
- 意大利航空（天合聯盟）
- 荷蘭皇家航空（天合聯盟）

## 機隊

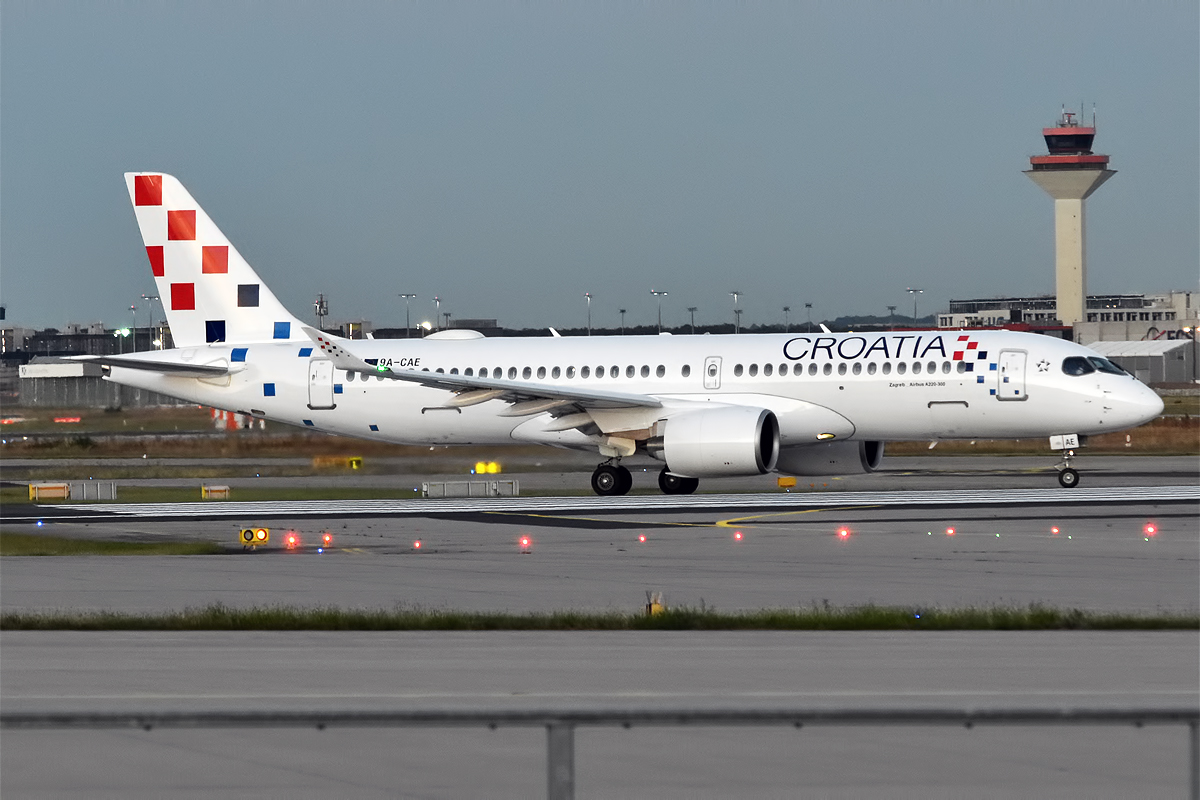
空中巴士A220

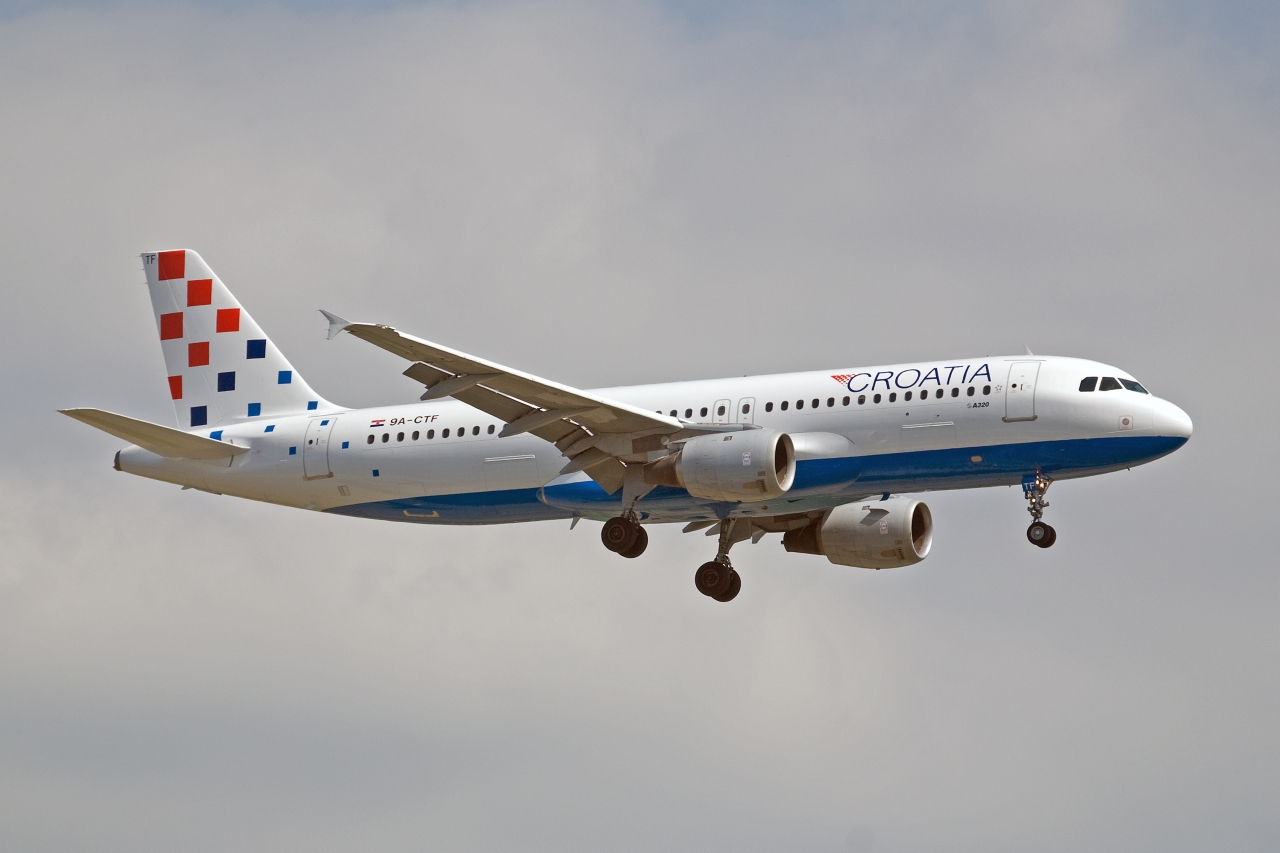
空中巴士A320

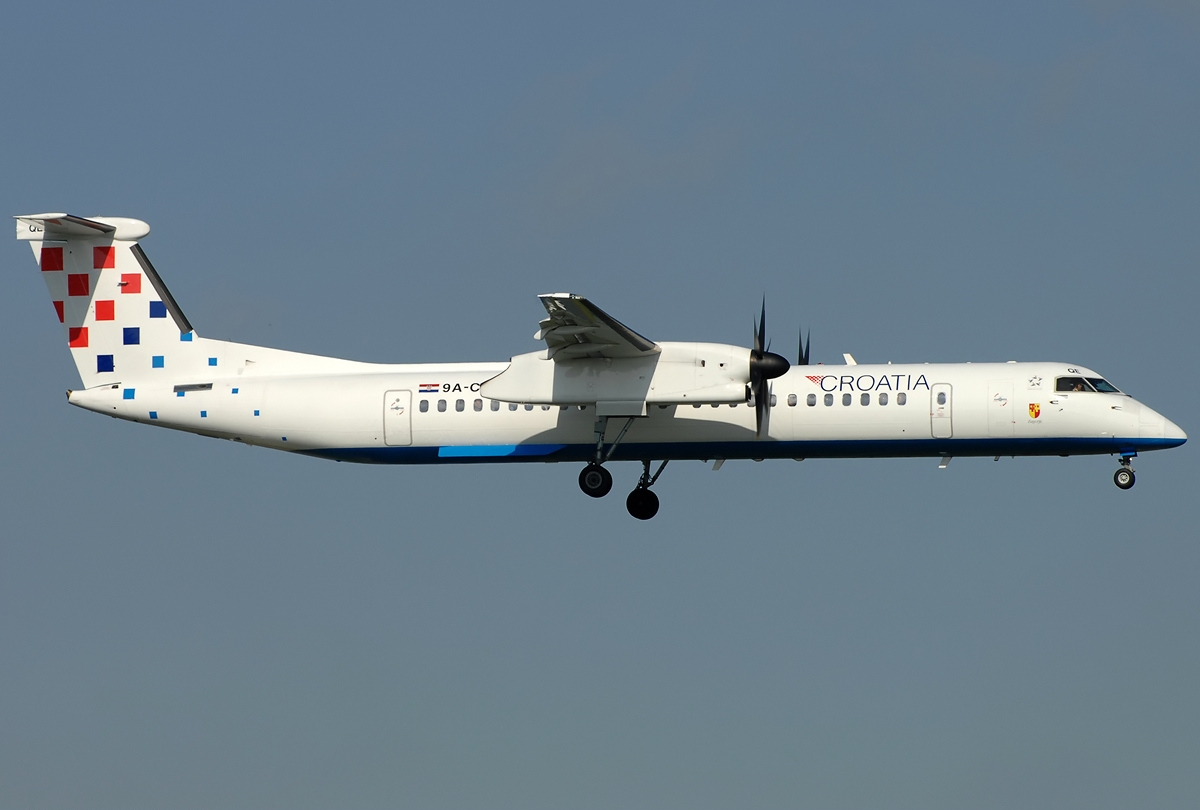
龐巴迪Dash 8 Q400

### 現役機隊
截至2025年6月，克羅地亞航空機隊的平均機齡為16年，擁有以下飛機：

### 已退役機型
- 波音737-200
- BAe 146-200
- ATR 42-300

## 外部連結
- 克羅地亞航空網站 （页面存档备份，存于）